# Circolo Canottieri Ortigia 1928 (pallamano)
La sezione di pallamano del Circolo Canottieri Ortigia 1928, o più comunemente Ortigia Siracusa, è stata una squadra di Siracusa attiva dal 1978 al 2002. Durante la sua esistenza, l'Ortigia ha vinto tre scudetti, due coppe Italia, e ha partecipato a tre edizioni della Coppa Campioni, due edizioni della Coppa delle Coppe e diverse edizioni della Coppa EHF.

## Storia

### Le origini
Il Circolo Canottieri Ortigia fa il suo esordio in ambito pallamanistico nel 1978 affiliandosi alla Federazione Italiana Giuoco Handball con matricola 0403. L'anno seguente si iscrive al torneo femminile di serie C, ottenendo subito l'accesso in Serie B.
Nel 1982 la svolta, viene rilevato il titolo sportivo della squadra maschile della Dinamic Club Siracusa cedendo il titolo femminile all'EOS Siracusa società presieduta da Maria Zocco (entrambi i club faranno la storia di questa disciplina a Siracusa), partecipa al campionato di serie B, ed inizia la scalata alla massima serie.
Nella stagione 1983-84 fa il suo esordio in serie A, ma l'inizio non è dei più facili, infatti la stagione termina con la retrocessione. Nel successivo campionato di serie B, riconquista nuovamente la massima serie gettando le basi per quel che sarà la successiva stagione in serie A..
Nel 1985/86 grazie alla sapiente opera del Direttore sportivo Gaetano Rudilosso, il Circolo Canottieri Ortigia si presenta ai nastri di partenza con diverse novità. Al ritorno in panchina di Bojan Levstik,si sommeranno gli arrivi dell'ala varesina Marco Bossi, del giovane terzino padovano Carlo Angioli, del portiere triestino Michele Leghissa e l'acquisto del fuoriclasse croato Zravko Zovko, che la gazzetta dello sport denominerà il Platini della pallamano. In quella stagione, classificandosi al 5º posto, apre di fatto uno dei periodi più belli che questo sport abbia mai regalato alla città di Siracusa. Inoltre, grazie al settore giovanile tra i più forti d'Italia, l'Ortigia è stata un trampolino di lancio per molti atleti siracusani, entrati a far parte della nazionale italiana, tra questi sicuramente Alessandro Fusina, Corrado Bronzo, Luigi Rudilosso, Massimo Mauceri, Corrado Miglietta e Giancarlo Costanzo.

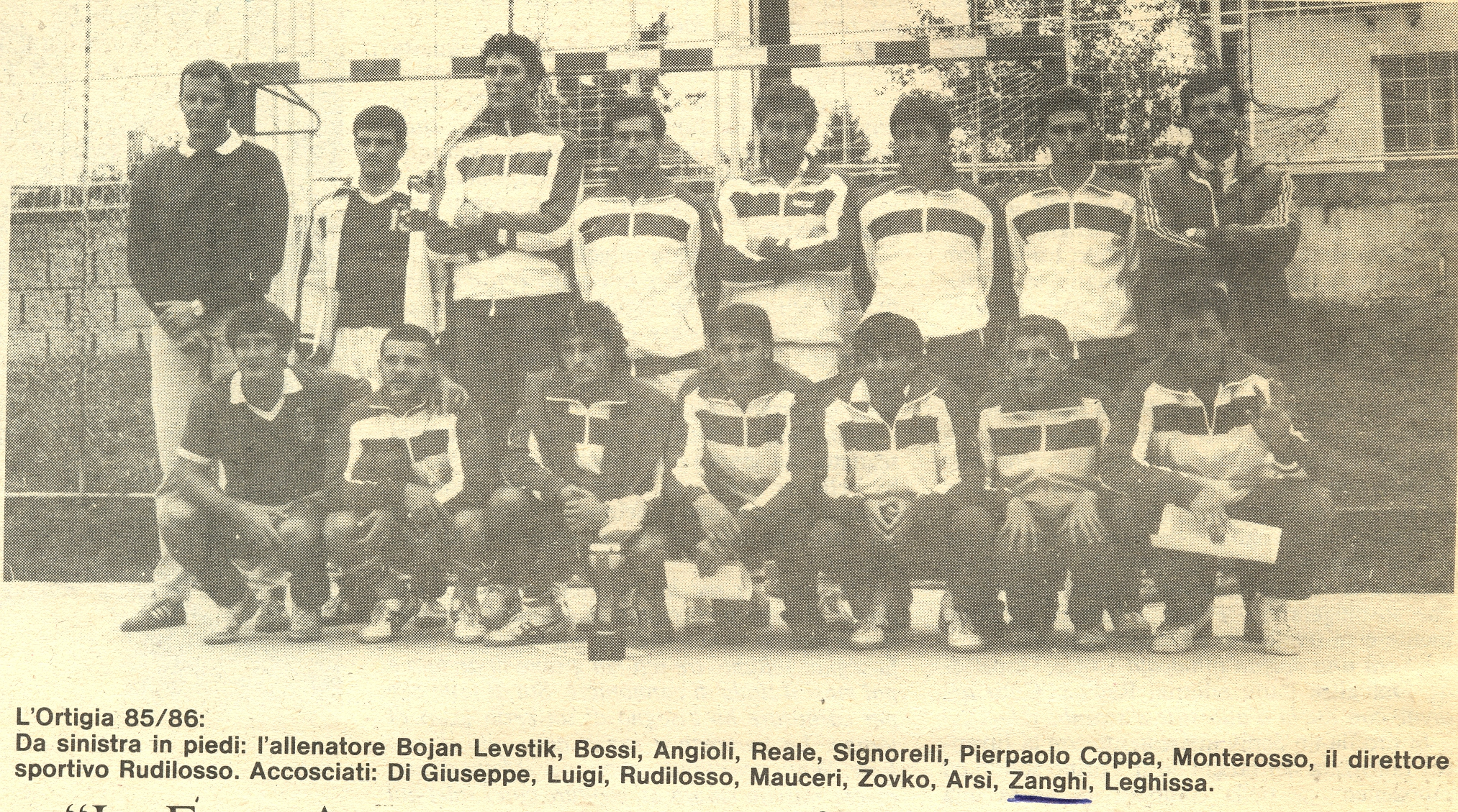

### 1º Scudetto
Nella stagione 1986-87, l'Ortigia Siracusa si presenta ai nastri di partenza come possibile outsider per le altre compagini, avendo ingaggiato, in attacco il forte terzino nazionale italiano Franco Chionchio ed in porta il portiere della nazionale italiana Enzo Augello oltre al manipolo di giovani siracusani che bene hanno fatto l'anno precedente. Difatti, al termine della stagione regolare, si classifica al 2º posto alle spalle del più quotato Cividin Trieste, accedendo alla fase play off per lo scudetto. L'avvio è dei migliori, vengono eliminate successivamente ai quarti di finale e semifinale il Rubiera e l'Imola, sfidando cosi in finale, Trieste. Si gioca gara1 a Trieste, dove l'approccio non è dei migliori, tanto da perdere la partita per 30-23. In gara2, a Siracusa si capovolge il pronostico che dava già Trieste campione. Si vince 24-19, ma cosa più importante si va a disputare la finalissima in campo neutro a Vasto. In Abruzzo si gioca in un palazzetto tutto esaurito, con numerosi siracusani (buona parte dei quali tifosi e ultras del Siracusa Calcio) giunti dalla Sicilia per sostenere i biancoverdi. La gara, molto combattuta, si risolve nelle battute finali, e vede vincere i biancoverdi per 31-29 collocando questa gara tra le più belle di sempre, ma soprattutto si vince il 1º scudetto.

### 2º Scudetto
Confermata in blocco la rosa che tanto bene ha fatto l`anno precedente, con la sola eccezione della cessione di Carlo Angioli al Mascalucia, gli unici innesti alla formazione titolare sono quelli dei giovanissimi Alessandro Fusina e Salvatore Zanghí, di ritorno dal prestito all`Eos SR in serie C e di Corrado Bronzo, acquistato dalla HC Mazzini SR. L`obiettivo per quell'anno 1987-88 è di provare a restare agganciati al treno delle migliori d'Italia. L'intento riesce benissimo, tanto da chiudere nuovamente al 2º posto la regular season con 18 vittorie, 2 pareggi e 2 sconfitte staccati dal Bressanone di soli due punti. Durante i play off, vengono eliminate ai quarti il Bolzano ed in semifinale il Gaeta, accedendo nuovamente alla finale scudetto, questa volta contro Bressanone. Anche contro gli Altoatesini la prima gara viene giocata fuori casa e viene persa (23-20), ma ai biancoverdi non piace vincere facile, e cosi come con Trieste, vince gara2 22-18 e gara3 per 19-18, riuscendo nei secondi finali a vincere e ad ottenere il suo 2º scudetto.

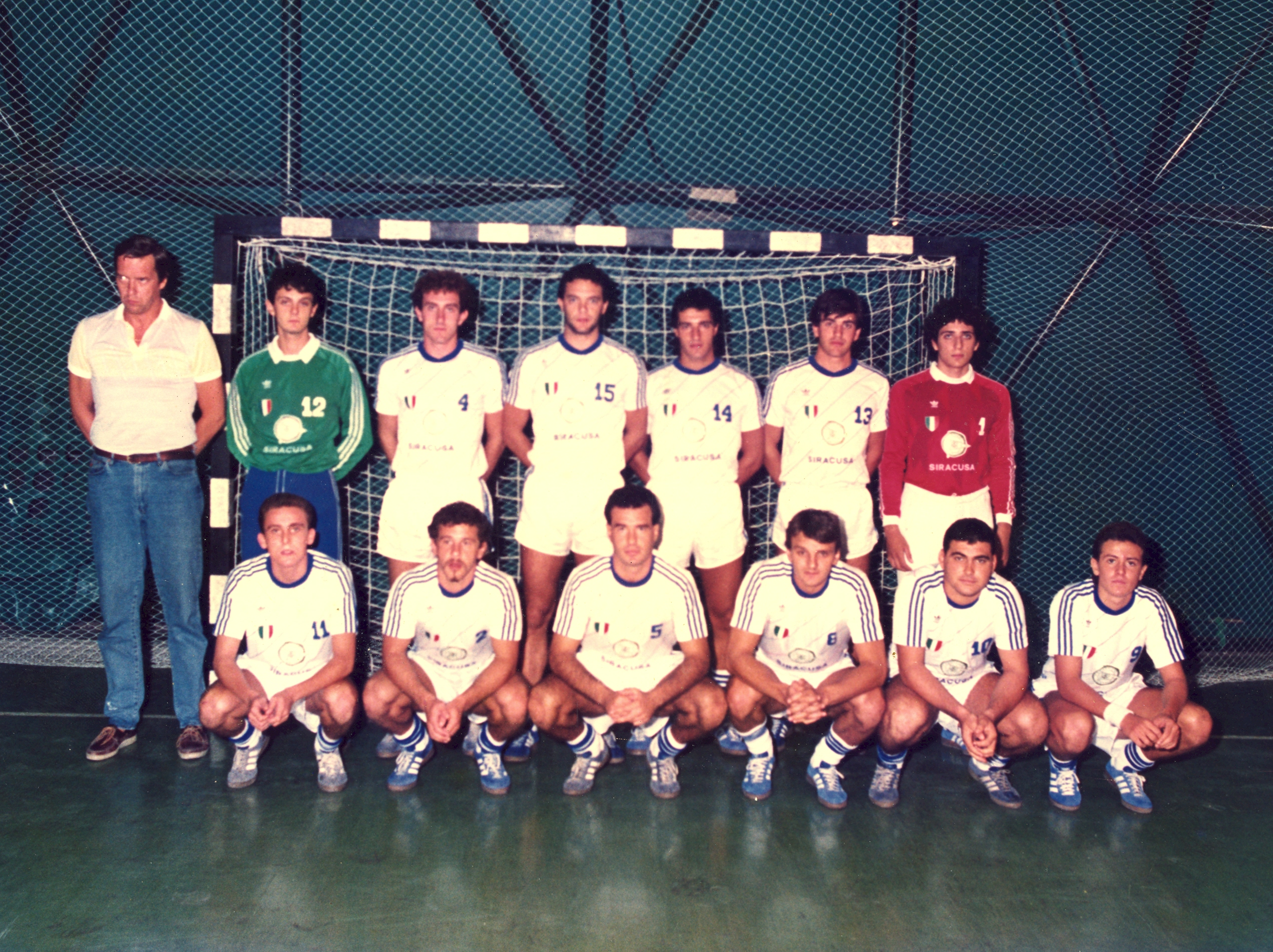
C.C. Ortigia SR 1987/88: all. Levstik, Augello, Signorelli, Chionchio, Mauceri, Bossi, Cavallaro accosciati Zanghì S., Rudilosso, Reale, Zovko, Bronzo, Fusina.

### 3º Scudetto
Mentre i club più rappresentativi e la stampa dell'epoca, fanno fatica a riconoscere quel club venuto dal profondo sud tra i più forti d'Italia, nel 1988-89 dopo due scudetti consecutivi, l'Ortigia parte con i favori dei pronostici, difatti non viene meno alle aspettative, chiudendo il campionato regolare al primo posto. In squadra, cominciano a formarsi nuovi campioni, tra cui Alessandro Fusina, Corrado Bronzo e Corrado Miglietta (presto diventeranno terzetto fisso della Nazionale Italiana), quest'ultimo prelevato dal Mascalucia. Nei play off fa fuori Bologna 1969 (quarti di finale) e Imola (semifinale), andando a ripetere la finale contro Bressanone, con la sola eccezione che gara1 si disputa in Sicilia. In sole 2 partite l'Ortigia archivia la pratica Bressanone, vincendo la prima 16-13 e la seconda 21-17 laureandosi nuovamente campione d'Italia, ed ottenendo il suo 3º scudetto.

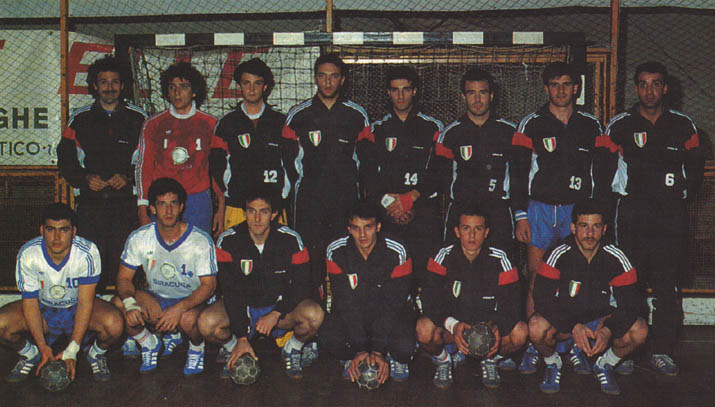
C.C. Ortigia SR 1988/89: 2º allenatore Greco, Cavallaro, Augello, Chionchio, Mauceri, Reale, Bossi, Scognamiglio accosciati Bronzo, Di Giuseppe, Signorelli, Zovko, Fusina, Rudilosso

### Gli anni novanta
Chiuso il ciclo degli scudetti, i biancoverdi continuano a primeggiare tra le prime quattro, continuando a partecipare ai play off per lo scudetto. Per ben tre volte andrà nuovamente vicino a ripetere le storiche imprese, perdendo le finali del 1989-90 del 1992-93 e del 1995-96. In tutti e tre i casi l`avversario sarà Trieste (acerrimi avversari di quel periodo). Nel 1989/90 si assiste ad un grande cambiamento, infatti sia Bojan Levstik che Zovko lasciano Siracusa, accasandosi rispettivamente nella Nazionale Italiana il primo e facendo ritorno in patria il secondo.
Passato il testimone prima a mister Savu in collaborazione con Malic e l'anno successivo a mister Milivoje, nelle stagioni 1990-91 e 1991-92 il cammino dell'Ortigia verrà interrotto in semifinale, venendo eliminati prima da Trieste e poi dal Bressanone.
Gli anni 90 sono anche il periodo in cui giungono i successi in Coppa Italia.

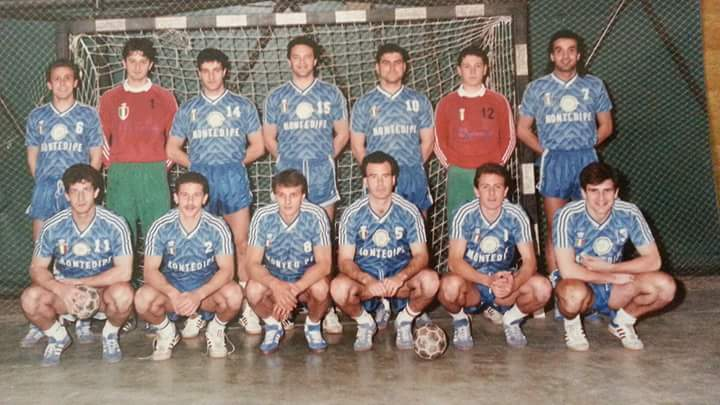
C.C. Ortigia SR 1989/90: Zanghì S., Gaia, Mauceri, Chionchio, Bronzo, Magni,Scognamiglio accosciati Di Giuseppe, Rudilosso L., Zovko, Reale, Fusina e Bossi

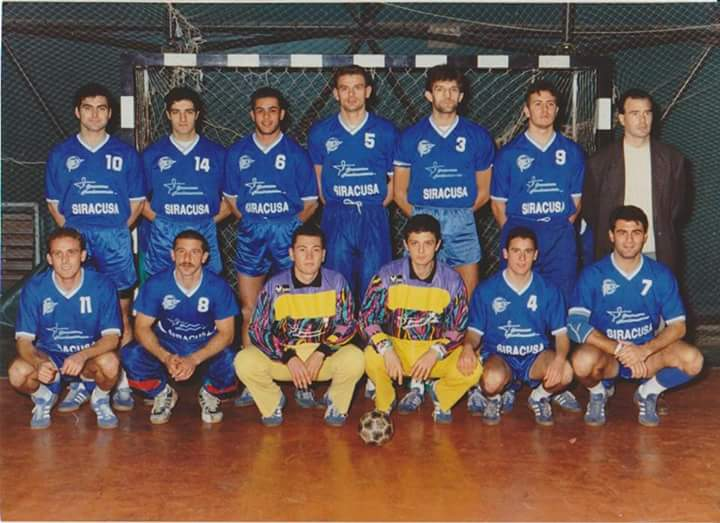
C.C. Ortigia SR 1992/93: Bronzo, Mauceri, Bellavia, Milosevic, Brakocevic, Fusina, 2° all. Reale accosciati Zanghì S., Rudilosso, Magni, Augello, Zanghì G., Attanasio

### I trionfi in Coppa Italia
Chiuso un ciclo vincente, la società decide di mandar via tutti gli atleti non siracusani, responsabilizzando tutti i giovani atleti locali con l'aggiunta di un solo straniero, ed ingaggiando come allenatore giocatore Massimo Mauceri. Si assisterà a due stagioni anonime 1993/94, terminata ai play out e 1994/95 dove si avrà un avvicendamento nella guida tecnica tra Mauceri e Lalic. Questi anni servirono a far maturare esperienza a tutti i giovani saliti alla ribalta in prima squadra come Fusina, Bronzo i fratelli Zanghì i portieri Magni e Di Vincenzo, Miglietta e tanti altri. Grazie a questa mossa, l'Ortigia riscopre un nuovo biennio di grandi soddisfazioni, riuscendo ad ottenere ottimi piazzamenti in campionato, ma soprattutto a vincere due Coppa Italia consecutive nelle stagioni 1995-96 e 1996-97, con in squadra Nenad Milosevic uno degli stranieri più forti mai visti a Siracusa, ma anche grazie alle prestazioni di Alessandro Fusina, Marco Magni, Corrado Bronzo, Salvatore Zanghí, Luigi Rudilosso e Corrado Miglietta.

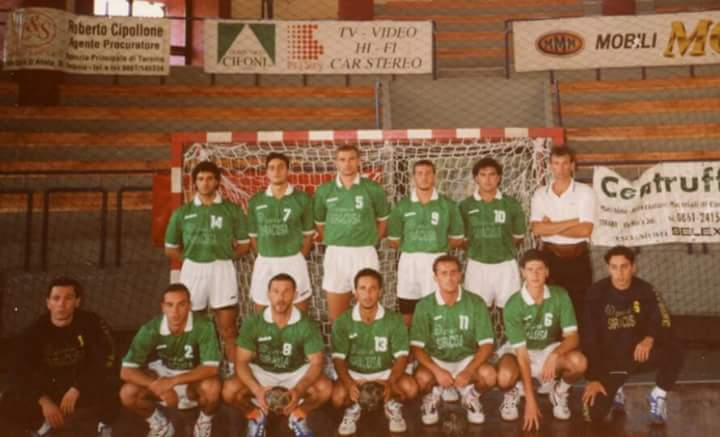
C.C. Ortigia SR 1995/96: Mauceri, Miglietta, Milosevic, Fusina, Bronzo, all Lalic accosciati Magni, Ragusa, Rudilosso, Patania, Zanghì S., Scarpato, Di Vincenzo.

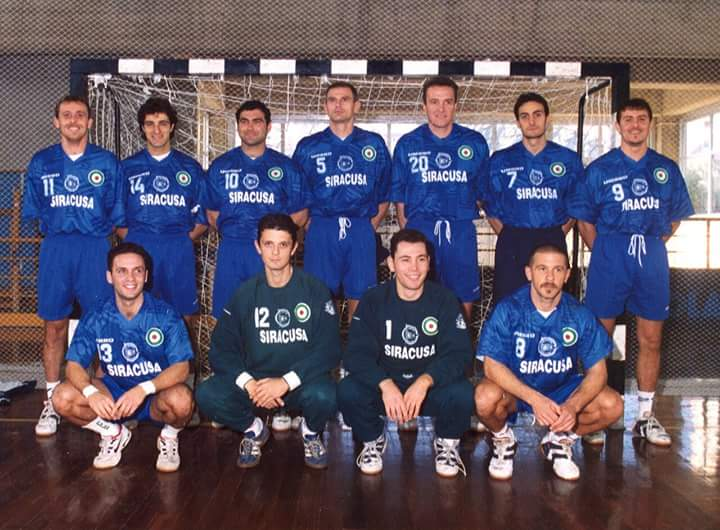
C.C. Ortigia SR 1996/97: Zanghì S., Mauceri, Bronzo, Milosevic, Manojlovic, Miglietta, Fusina accosciati Patania, Augello, Magni, Rudilosso.

### La fine di un'epoca
A fine anni novanta il club comincia ad avere problemi economici, che lo costringono a far cassa vendendo i suoi pezzi pregiati, cosi prima Fusina (Trieste) e poi Bronzo (Rubiera) lasciano il club. Nella stagione 1998-99 i biancoverdi si sono notevolmente indeboliti, i giocatori di spicco rimasti sono i portieri Augello e Magni, il terzino Miglietta con l'aggiunta degli stranieri Vunjiak e Bilbija, difatti in campionato si soffre, arrivando penultimi a fine campionato appaiati insieme a Bologna e Teramo, ma riuscendo a salvarsi grazie al vantaggio degli scontri diretti. L'anno successivo, si fa peggio riuscendo ad ottenere la salvezza tramite i play out sfidando il Bolzano formazione di serie A2, all'andata si pareggia in trasferta per 25-25, al ritorno si ottiene la tanto sospirata salvezza vincendo al pala Lo Bello 24 a 23.
Ortigia Siracusa: Magni, Augello, Troia (1), Costanzo (3), Vunijak (10), Scarpato, Minarda (5), Miglietta (2), Giannone, Patania (2), Bilbija (1), Zanghi S.
Allenatore: Junuzovic
A questo punto, si decide di cedere l'ultimo pezzo pregiato nonché titolare della Nazionale Corrado Miglietta (Prato) per sopperire alle difficoltà economiche. Ma ciò non basta, e nella stagione seguente, si affronta il torneo di serie A1 facendo lena maggiormente sul vivaio biancoverde e sull'innesto di due giovani stranieri (che poco incideranno) quali Tumidalsky e Dobrovdsky.
Il campionato 2000-01 diventa ben presto un calvario. La formazione siracusana allenata da Roberto Giuffrida, chiude il torneo a 0 punti, retrocedendo in modo inglorioso in serie A2. Ma a questo torneo l'anno successivo rinuncerà a parteciparvi, iscrivendosi in serie C e tentando un disperato tentativo di salvarsi dal baratro economico. Così nel 2002 si ritira dalle attività agonistiche, chiudendo di fatto uno dei momenti più vincenti e gloriosi di sempre nella storia di questa disciplina a Siracusa.

## Strutture
L'impianto di gioco delle gare casalinghe è stato inizialmente il Pallone tensostatico (luogo delle maggiori vittorie biancoverdi) per poi essere sostituito dal palazzetto dello sport PalaLoBello progettato e realizzato per ospitare grandi eventi sportivi e intitolato all'arbitro di calcio Concetto Lo Bello nonché presidente della Federazione Italiana Giuoco Handball.

## Allenatori e presidenti

### Allenatori
- 1978-1981  Salvatore Lantieri
- 1982-1984  Carmelo Greco
- 1984-1985  Miroslav Sadiković
- 1985-1989  Bojan Levstik
- 1989-1990  Savu

 Zdravko Malić
- 1990-1993  Boris Mjlevoje
- 1993-1994  Massimo Mauceri
- 1994-1995  Massimo Mauceri
 Lalic Nedeljko
- 1995-1996  Lalic Nedeljko
- 1996-1997  Bojan Levstik
- 1997-2000  Emir Junuzović
- 2000-2002  Roberto Giuffrida

### Presidenti
- 1981-1986  Enzo Genovese
- 1986-1990  Vincenzo Carnazza
- 1990-2002  Francesca Lo Bello

## Giocatori
- Enzo Augello (portiere)
- Paolo Baresi (portiere)
- Michele Leghissa (portiere)
- Salvatore Cavallaro (portiere)
- Marco Magni (portiere)
- Angelo Di Vincenzo (portiere)
- Paolo Gaia (portiere)
- Alessandro Fusina (ala)
- Francesco Patania (ala)
- Giancarlo Costanzo (ala)
- Luigi Rudilosso (ala)
- Marco Bossi (ala)
- Fabio Reale (ala)
- Giuseppe Zanghi (ala)
- Gianni Attanasio (ala)
- Andrea Bottaro (ala)
- Domingo Jannone (ala)
- Massimo Mauceri (centrale)
- Salvatore Zanghì (centrale)
- Antonio Scognamiglio (centrale)

- Paolo Minarda (centrale)
- Corrado Bronzo (pivot)
- Fabio Di Giuseppe (pivot)
- Pierpaolo Ragusa (pivot)
- Francesco Scarpato (pivot)
- Corrado Miglietta (terzino)
- Franco Chionchio (terzino)
- Salvatore Signorelli (terzino)
- Luciano Zeuli (terzino)
- Zdravko Zovko (terzino)
- Tomislav Zoldos (terzino)
- Nenad Milosevic (terzino)
- Nikola Manojlović (terzino)
- Milivoje Brakočević (terzino)
- Aleksandar Vorkapić (terzino)
- Goran Bilbija (terzino)
- Michael Stegl (terzino)
- Milan Vunijak (centrale)
- Georgi Sviridenko (centrale)
- Sorin Donca (ala)

### Pallamanisti stranieri
Di seguito l'elenco dei pallamanisti stranieri che si sono susseguiti negli anni:
- 1986-1987  Zdravko Zovko
- 1987-1988  Zdravko Zovko
- 1988-1989  Zdravko Zovko
- 1989-1990  Sorin Donca
- 1990-1991  Michael Stegl
- 1991-1992  Georgi Sviridenko
- 1992-1993  Nenad Milosevic
 Milivoje Brakočević
- 1993-1994  Nenad Milosevic
- 1994-1995  Nenad Milosevic
- 1995-1996  Nenad Milosevic
- 1996-1997  Nenad Milosevic
 Nikola Manojlović
- 1997-1998  Alekandar Vorkapić
 Tomislav Zoldos
- 1998-1999  Milan Vunijak
 Goran Bilbija
- 1999-2000  Milan Vunijak
 Goran Bilbija
- 2000-2001  Peter Tumidalsky
 Jaroslav Dobrovodsky

## Partecipazioni

### Campionati di 1º e 2º livello
| Livello | Categoria | Partecipazioni | Debutto   | Ultima stagione | Totale |
| ------- | --------- | -------------- | --------- | --------------- | ------ |
| 1°      | Serie A   | 17             | 1983-1984 | 2000-2001       | 17     |
| 2°      | Serie B   | 2              | 1980      | 1984-1985       | 4      |
| 2°      | Serie C   | 2              | 1979      | 2001-2002       | 4      |

## Coppe europee

### Riepilogo partecipazioni alle coppe europee
| Competizione                          | N° partecip. | Debutto   | Ultima partecipazione | G  | V | N | P | GF  | GS  | Di  |
| ------------------------------------- | ------------ | --------- | --------------------- | -- | - | - | - | --- | --- | --- |
| Coppa dei Campioni / Champions League | 3            | 1987-1988 | 1989-1990             | 11 | 3 | 3 | 5 | 220 | 250 | -30 |
| Coppa delle Coppe                     | 2            | 1990-1991 | 1997-1998             | 3  | 0 | 0 | 3 | 46  | 83  | -37 |
| Totale                                | 5            |           |                       | 15 | 3 | 3 | 9 | 291 | 345 | -54 |

### Risultati per stagione
Coppa dei Campioni 1987-1988
- 1° TURNO

| Squadra 1        | Squadra 2      | Andata   | Ritorno | Totale  |
| ---------------- | -------------- | -------- | ------- | ------- |
| Ortigia Siracusa | Bankasi Ankara | Siracusa | Ankara  | 45 - 46 |
| Ortigia Siracusa | Bankasi Ankara | 26 - 18  | 19 - 28 | 45 - 46 |

Coppa dei Campioni 1988-1989
- 1° TURNO

| Squadra 1        | Squadra 2      | Andata | Ritorno | Totale |
| ---------------- | -------------- | ------ | ------- | ------ |
| Ortigia Siracusa | KN Anthoupolis | -      | -       | 0 - 0  |
| Ortigia Siracusa | KN Anthoupolis | n.d.   | n.d.    | 0 - 0  |

- OTTAVI DI FINALE

| Squadra 1        | Squadra 2        | Andata   | Ritorno | Totale  |
| ---------------- | ---------------- | -------- | ------- | ------- |
| Ortigia Siracusa | Philippos Verias | Siracusa | Veria   | 48 - 48 |
| Ortigia Siracusa | Philippos Verias | 29 - 19  | 23 - 29 | 48 - 48 |

- QUARTI DI FINALE

| Squadra 1        | Squadra 2           | Andata   | Ritorno  | Totale  |
| ---------------- | ------------------- | -------- | -------- | ------- |
| Ortigia Siracusa | CSA Steaua Bucarest | Siracusa | Bucarest | 43 - 53 |
| Ortigia Siracusa | CSA Steaua Bucarest | 22 - 26  | 21 - 27  | 43 - 53 |

Coppa dei Campioni 1989-1990
- 1° TURNO

| Squadra 1        | Squadra 2  | Andata   | Ritorno  | Totale  |
| ---------------- | ---------- | -------- | -------- | ------- |
| Ortigia Siracusa | Arcelik SK | Siracusa | Istanbul | 51 - 39 |
| Ortigia Siracusa | Arcelik SK | 30 - 18  | 21 - 21  | 51 - 39 |

- QUARTI DI FINALE

| Squadra 1        | Squadra 2                | Andata   | Ritorno     | Totale  |
| ---------------- | ------------------------ | -------- | ----------- | ------- |
| Ortigia Siracusa | ASK Vorwärts Francoforte | Siracusa | Francoforte | 33 - 43 |
| Ortigia Siracusa | ASK Vorwärts Francoforte | 17 - 17  | 16 - 26     | 33 - 43 |

Coppa delle Coppe 1990-1991
- 1° TURNO

| Squadra 1        | Squadra 2                | Andata   | Ritorno | Totale  |
| ---------------- | ------------------------ | -------- | ------- | ------- |
| Ortigia Siracusa | Rukometni klub Medveščak | Siracusa | -       | 19 - 25 |
| Ortigia Siracusa | Rukometni klub Medveščak | 19 - 25  | -       | 19 - 25 |

Coppa delle Coppe 1997-1998
- 1° TURNO

| Squadra 1        | Squadra 2    | Andata   | Ritorno   | Totale  |
| ---------------- | ------------ | -------- | --------- | ------- |
| Ortigia Siracusa | Stavanger IF | Siracusa | Stavanger | 27 - 58 |
| Ortigia Siracusa | Stavanger IF | 13 - 29  | 14 - 29   | 27 - 58 |

## Palmarès
- Campionato italiano di pallamano maschile: 3
1986-87,
1987-88,
1988-89.

Campione d'Italia under 16
- 2001-2002

Vice Campione d'Italia under 16
- 2000-2001
- Coppa Italia (pallamano maschile): 2
1995-96,
1996-97,

## Onorificenze
- 1979  Stella d'oro al merito sportivo

## Tifoseria
Negli anni d'oro, l'Ortigia era sostenuta dal gruppo Ultrà Ortigia sia in casa che in trasferta (storica quella di Vasto contro il Trieste nel 1987).